# Orphan (single)
Pour les articles homonymes, voir Orphan.
Orphan est un single du quatorzième album studio du groupe de rock californien Toto, intitulé Toto XIV, sortie le 20 mars 2015 en Europe et le 24 mars 2015 dans les pays anglophones.